# Bezdan (Sombor, Srbija)
Bezdan je bačko naselje na sjeverozapadu Vojvodine.

## Zemljopisni podatci
Popularno se naziva "vodeno naselje" jer je okruženo vodenim tokovima i do njega se može stići jedino preko mostova. Jedno je od većih seoskih naselja u Bačkoj. Uz Sombor i Krnjaju među najvećima je u somborskoj općini. Po najnovijem popisu iz 2002. godine u Bezdanu živi 5263 stanovnika. Bezdan je multinacionalno naselje u kome živi 25 nacionalnosti. Većinu čine Mađari. Poljodjelstvo je najvažnija privredna grana. Posebno se ističu pošumljene površine (više od 10% teritorija), što nije karakteristično za vojvođanska naselja.

## Povijest
Bezdan je staro bačko naselje. Prvi put je spomenut 1305. godine pod nazivom Battyan. Godine 1341. naziv je promijenjen u Berčan. Naselje je uništeno u XIV. stoljeću pod najezdom Turaka. U XV. stoljeću spominje se kao malo ribarsko mjesto. Protjerivanjem Turaka počinje neorganizirano naseljavanje Dunavom. Prvi stanovnici bili su Poljaci, Česi, Nijemci i pripadnici nekih drugi slavenskih narodi. Godine 1762. počinje planska kolonizacija i građenje naselja, dok je 1755. godine izgrađena prva crkva. Današnja crkva je izgrađena 1846. godine i od tada se naselje razvija u pravcu istoka.
1920. godine osnovan je nogometni klub Sport. 1953. godine, Ištvan Barašević donio je u Bezdan pravila za mali rukomet i osnovao klub koji se zvao RK Zanatlija, prvi registrirani rukometni klub u somborskoj općini. Klub je poslije mijenjao imena i danas nosi ime Grafičar.

## Rimokatolička crkva svetog Šimuna i Jude Tadeja
Župa je osnovana 1743. Naslovnici crkve su: Apostoli Šimun i Juda Tadej. Na mjesto stare crkve je 1846. građena današnja. 
Dimenzije crkve su: dužina 56 m., širina 24,25 m., lađa je visoka iznutra 12,85 m., a toranj je visok 38 m. Ima tri zvona. Matične knjige se vode od 1743. 
Na teritoriju župe su i tri kapele. Kapela Presvetoga Trojstva na bivšem starom groblju koja je podignuta 1737. i obnovljena 1832. To je najstariji rimokatolički vjerski objekt u Vojvodini. Druga je na gornjem groblju, naslovljena sv. Ani, podignuta 1881., a treća je na donjem groblju i naslovljena Grobu Isusovu, podignuta 1885.
Jezik bogoslužja je: hrvatski, mađarski.
Broj vjernika: ~ 5.000

## Crkvene orgulje
Orgulje su izgrađene u tvornici Jožef Angster 1903.godine. Dopremljene su brodom do luke Bezdan na Dunavu, odakle su ih župljani prevezli do crkve. Orgulje su dvomanualne s 22 registra. Predstavljaju vrijedan kulturno-povijesni spomenik. Popravljane su više puta. Prilikom posljednje popravke promijenjena je dispozicija. Dispozicija je urađena u romantičarskom stilu. Svirale su smiještene u dva ormara. Pneumatske su trakture. 
Dispozicija:
I Manual C-f3
```
1. Bourdon       16'
2. Principal      8'
3. Gamba          8'
4. Flut harm.     8'
5. Bourdon        8'
6. Flauta concava 4'
7. Octav          4'
8. Superoctav     2'
9. Mixtur 22/3 3 sor
```

II Manual
```
Angsterova dispozicija:
1. Salicional     8'
2. Silvestrina    8'
3. Vox celestis   8'
Dograđeno:
4. Fl.tibia       8'
5. Fl.travers     4'
6. Principal      2'
7. Quint       22/3
8. Rauschquint 22/3
```

Pedal C-d1
```
1. Subbass       16'
2. Violon        16'
3. Apertabass     8'
4. Principalbass  8'
```

```
Manual copula
Pedal copula I manual
Pedal copula II manual
Octav copula
Tremolo II manual
Žaluzije za II manual
```

Orgulje se koriste svaki dan na svetoj Misi.

## Veze s Baranjom
Bezdan je udaljen nekoliko kilometara od Dunava i mostom je povezan s Batinom u Baranji tako da je to prvo naselje na koje se naiđe kad se iz Batine ide za Sombor.
Da bi se razlikovao od Novog Bezdana (koga Baranjci često nazivaju samo Bezdanom), u Baranji se nerijetko za prekodunavski Bezdan kaže Bački Bezdan. Baranjski Novi Bezdan, uostalom, svoj je naziv i dobio po Bačkom Bezdanu jer su prvi stanovnici Novog Bezdana u Baranju došli baš iz Bezdana.

## Stanovništvo

### Hrvati u Bezdanu
Bezdan danas (po stanju od 15. prosinca 2002.) daje 1 elektora u Hrvatsko nacionalno vijeće Republike Srbije.
Od 2011. u Bezdanu djeluje Hrvatska udruga građana "Bezdanska marina". Udruga održava manifestaciju Trojni susret.
Od poznatijih Hrvata iz Bezdana, valja spomenuti hrvatsku pjesnikinju Miru Bašić Šubašić.
U Bezdanu je djelovao Hrvat iz Gradišća Hugo Borenić kao dirigent gradskog gudačkog orkestra.
Počevši od školske godine 2013./14., djeci će u osnovnoj školi Bratstvo-jedinstvo u Bezdanu biti omogućeno fakultativno pohađati predmet 'Hrvatski jezik s elementima nacionalne kulture', s obzirom na veliki interes.

## Šport
Športska društva i klubovi koji ovdje djeluju su:
- nogomet: Sport
- rukomet: Grafičar

Od 1990. održava se Kajakaška regata Bezdan.